# 17 stycznia
17 stycznia jest 17. dniem w kalendarzu gregoriańskim. Do końca roku pozostało 348 (w latach przestępnych 349) dni.

## Święta
- Imieniny obchodzą: Alba, Antoni, Jan, Julian, Merul, Przemił, Rosław, Rosława, Rościsław, Rozalinda, Sulpicja, Sulpicjusz, Teodor
- Demokratyczna Republika Konga – Dzień Patrice’a Lumumby
- Wspomnienia i święta w Kościele katolickim[1][2] obchodzą:
  - Dzień Judaizmu (w Kościele katolickim w Polsce)
  - bł. Anioł Paoli (karmelita)
  - św. Antoni (opat) – także w Kościele neounickim[3]
  - św. Roselina de Villeneuve (kartuza)

## Wydarzenia w Polsce
- 1614 – Jan Ámos Komenský kupił od wdowy po poprzednim właścicielu rękopis dzieła Mikołaja Kopernika De revolutionibus orbium coelestium (pol. O obrotach sfer niebieskich).
- 1626 – IV wojna polsko-szwedzka: zwycięstwo wojsk szwedzkich w bitwie pod Walmojzą (pierwsze w dziejach nad wojskami Rzeczypospolitej).
- 1649 – Jan II Kazimierz Waza został koronowany w katedrze wawelskiej na króla Polski.
- 1734 – August III Sas i Maria Józefa zostali koronowani w katedrze wawelskiej na króla i królową Polski.
- 1784 – W krakowskiej dzielnicy Wesoła rozpoczęły się eksperymenty z balonem na ogrzane powietrze, których inicjatorami byli krakowscy uczeni: Jan Śniadecki, Jan Dominik Jaśkiewicz, Franciszek Scheidt i Jan Szaster. W ich efekcie 1 kwietnia tego roku balon wzniósł się na wysokość około 4700 m i utrzymywał się w powietrzu przez 33 minuty.
- 1831 – Gen. Józef Chłopicki ustąpił z funkcji dyktatora powstania listopadowego.
- 1864 – Powstanie styczniowe: zwycięstwo powstańców w bitwie pod Iłżą.
- 1874 – W Drelowie na Podlasiu zostało zastrzelonych przez żołnierzy rosyjskich 13 unitów.
- 1895 – Ukazało się pierwsze wydanie tygodnika „Przewodnik Katolicki”.
- 1920 – Wojsko Polskie rozpoczęło przejmowanie Pomorza Gdańskiego oraz wkroczyło do Leszna, Kępna, Rawicza i Zbąszynia, przyznanych Polsce na mocy traktatu wersalskiego.
- 1940 – Z aresztu Gestapo przy alei Szucha w Warszawie uciekł w brawurowy sposób dowódca Wydziału Bojowego Polskiej Ludowej Akcji Niepodległościowej Kazimierz Kott, w odpowiedzi na co Niemcy dokonali w mieście masowych aresztowań.
- 1943 – W odwecie za łapankę przeprowadzoną 15 stycznia Gwardia Ludowa dokonała trzech zamachów bombowych (w tym dwóch nieudanych) na kina „tylko dla Niemców” w Warszawie.
- 1945:
  - Oddziały 1. Frontu Białoruskiego (w tym 1 Armia Wojska Polskiego) wkroczyły do lewobrzeżnej Warszawy.
  - W nocy z 17 na 18 stycznia załoga policyjnego więzienia niemieckiego na Radogoszczu w Łodzi rozpoczęła masakrę ok. 1500 więźniów, zakończoną jego podpaleniem.
  - Wojska radzieckie wkroczyły do Zgierza, Przedborza, Jasła i Gorlic.
  - Z obozu koncentracyjnego Auschwitz-Birkenau do Wodzisławia Śląskiego wyruszył „marsz śmierci“.
  - Została rozwiązana podziemna organizacja harcerska Szare Szeregi.
- 1946 – Wznowił działalność Teatr Polski w Warszawie.
- 1947:
  - Założono klub piłkarski MKS Myszków.
  - Została rozwiązana Krajowa Rada Narodowa.
- 1957 – Premiera filmu Człowiek na torze w reżyserii Andrzeja Munka.
- 1963 – Opatentowano pistolet maszynowy PM-63 RAK, opracowany przez zespół pod kierunkiem prof. Piotra Wilniewczyca.
- 1966 – Premiera filmu wojennego Potem nastąpi cisza w reżyserii Janusza Morgensterna.
- 1969 – Premiera filmu wojennego Kierunek Berlin w reżyserii Jerzego Passendorfera.
- 1970 – Premiera filmu wojennego Jarzębina czerwona w reżyserii Ewy i Czesława Petelskich.
- 1971 – Na antenie TVP1 wyemitowano premierowe wydanie programu przyrodniczego Z kamerą wśród zwierząt.
- 1974 – Powołano Towarzystwo Opieki nad Zabytkami.
- 1975 – Utworzono przedsiębiorstwa: Elektrownia Bełchatów i Kopalnia Węgla Brunatnego „Bełchatów”.
- 1982 – Stan wojenny: wznowił działalność warszawski Teatr Wielki.
- 1985 – Odsłonięto Pomnik Kościuszkowców w Warszawie.
- 2010 – Prezydent Łodzi Jerzy Kropiwnicki został odwołany w wyniku referendum.
- 2011 – Wisława Szymborska została odznaczona przez prezydenta RP Bronisława Komorowskiego Orderem Orła Białego.
- 2014 – Premiera filmu Pod Mocnym Aniołem w reżyserii Wojciecha Smarzowskiego.

## Wydarzenia na świecie

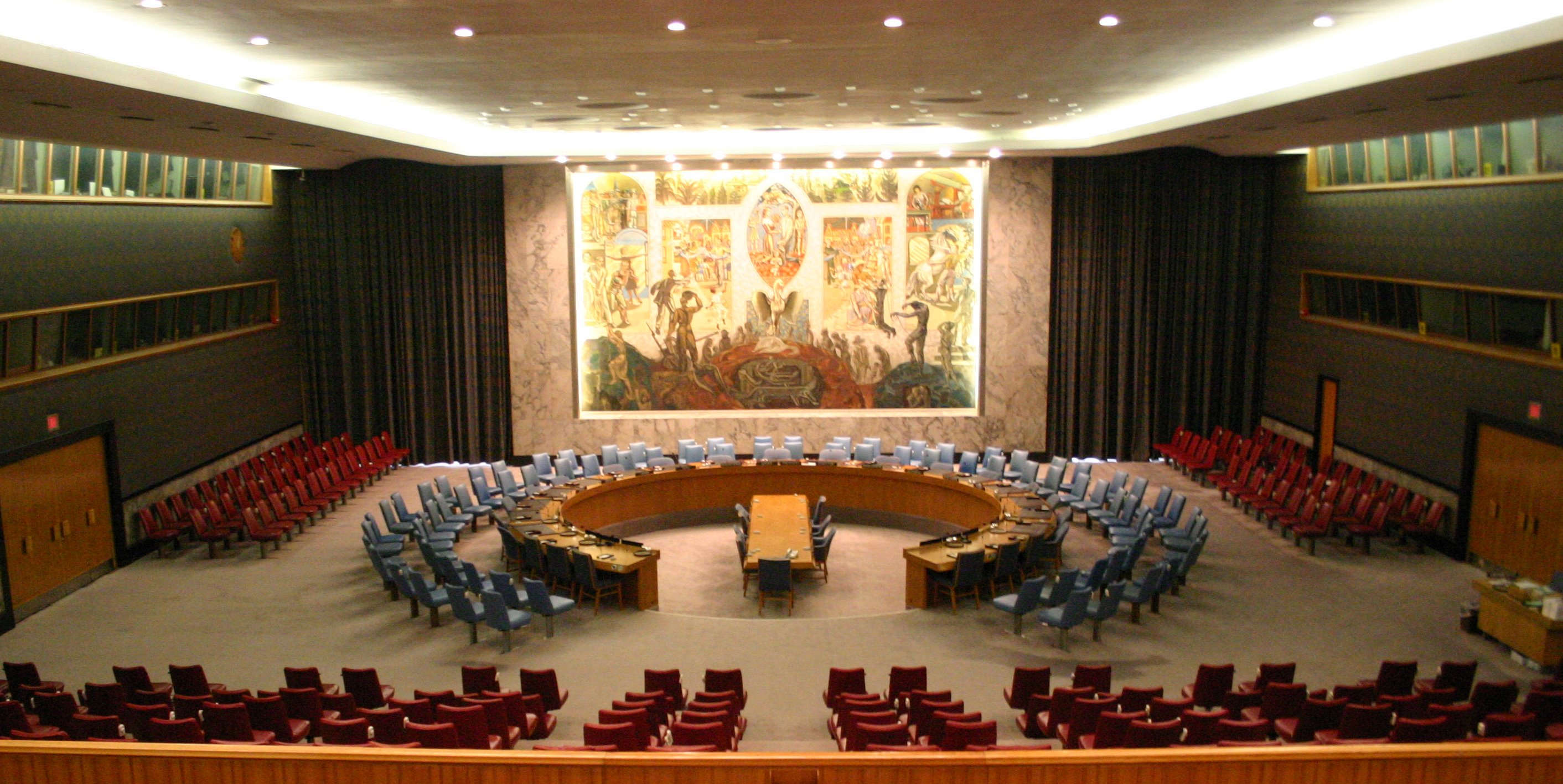
Sala obrad Rady Bezpieczeństwa ONZ

- 395 – Nastąpił podział Cesarstwa Rzymskiego między synów Teodozjusza I Wielkiego na część wschodnią (Arkadiusz) i zachodnią (Honoriusz).
- 1291 – Książęta Mieszko Cieszyński i Bolko I Opolski zawarli w Ołomuńcu układ o wzajemnej obronie z królem Czech Wacławem II.
- 1328 – Król niemiecki Ludwik IV Bawarski został koronowany na cesarza rzymskiego.
- 1377 – Papież Grzegorz XI powrócił do Rzymu, kończąc tym samym trwającą od 1309 roku tzw. niewolę awiniońską.
- 1415 – Antypapież Jan XXIII odebrał zakonowi krzyżackiemu prawa do rządzenia podbitymi ziemiami Wielkiego Księstwa Litewskiego.
- 1524 – Włoski żeglarz Giovanni da Verrazzano wypłynął[potrzebny przypis] z Madery w podróż do Ameryki Północnej w celu znalezienia przejścia północno-zachodniego.
- 1562 – Regentka Katarzyna Medycejska wydała Edykt z Saint-Germain uznający hugenotów we Francji.
- 1595 – Król Francji Henryk IV Burbon wypowiedział wojnę Hiszpanii.
- 1601 – Książę Sabaudii Karol Emanuel I i król Francji Henryk IV podpisali traktat z Lyonu kończący spór o markizat Saluzzo.
- 1608:
  - Car Rosji Wasyl IV Szujski ożenił się po raz drugi, z Marią Piotrowną Bujnosow-Rostowską(inne języki).
  - Nowy cesarz Etiopii Susnyjos I odniósł w bitwie pod Ebenatem miażdżące zwycięstwo nad wojskami Oromów.
- 1640 – Wojna holendersko-portugalska o Brazylię: zwycięstwo floty holenderskiej w bitwie u wybrzeży wyspy Itamaraca(inne języki).
- 1656 – Potop szwedzki: elektor Brandenburgii i książę pruski Fryderyk Wilhelm I uznał się w Królewcu za lennika króla Szwecji Karola Gustawa.
- 1701 – Dzień przed swoją koronacją w Królewcu na króla Prus elektor Brandenburgii książę Prus Fryderyk I ustanowił Order Orła Czarnego.
- 1709 – Miasta i gminy Berlin, Cölln, Friedrichswerder, Dorotheenstadt i Friedrichstadt zostały połączone w jedno miasto Berlin.
- 1723 – Ukazała się pierwsza konstytucja masońska opracowana przez Jamesa Andersona.
- 1740 – Papież Klemens XII formalnie zatwierdził regułę i konstytucję Zakonu Maronickiego Świętego Antoniego.
- 1746 – II powstanie jakobickie: zwycięstwo szkockich jakobitów nad armią angielską w bitwie pod Falkirk.
- 1751 – Oficjalna data rozpoczęcia osadnictwa rusińskiego w Wojwodinie.
- 1773 – HMS „Resolution”(inne języki) pod dowództwem Jamesa Cooka po raz pierwszy przepłynął przez południowe koło podbiegunowe.
- 1781 – Wojna o niepodległość Stanów Zjednoczonych: zwycięstwo wojsk amerykańskich w bitwie pod Cowpens.
- 1786 – Została odkryta Kometa Enckego.
- 1795 – I koalicja antyfrancuska: wojska francuskie pod wodzą gen. Jean-Charlesa Pichegru zdobyły Utrecht.
- 1806 – W Białym Domu urodziło się pierwsze dziecko – wnuk prezydenta Thomasa Jeffersona.
- 1819 – Simón Bolívar proklamował Republikę Kolumbii.
- 1840 – Położone przy granicy z Republiką Teksasu meksykańskie stany Coahuila, Nuevo León i Tamaulipas ogłosiły secesję i utworzenie Republiki Rio Grande ze stolicą w Laredo.
- 1852 – Podpisano Konwencję rzeki Sand, na mocy której Wielka Brytania uznała niepodległość burskiego Transwalu.
- 1871 – Wojna francusko-pruska: zwycięstwo wojsk pruskich w bitwie pod Héricourt(inne języki).
- 1878 – X wojna rosyjsko-turecka: armia rosyjska odniosła decydujące zwycięstwo w bitwie pod Płowdiwem.
- 1881 – Wojna o Pacyfik: wojska chilijskie zdobyły stolicę Peru Limę.
- 1885 – Brytyjskie wojska interwencyjne w Sudanie pokonały mahdystów w bitwie pod Abu-Klea.
- 1893 – Ostatnia królowa Hawajów Liliʻuokalani zrzekła się tronu.
- 1895 – Félix François Faure został prezydentem Francji.
- 1899 – Wyspa Wake stała się terytorium zależnym Stanów Zjednoczonych.
- 1903 – Zwodowano francuski niszczyciel „Epieu”.
- 1904:
  - W Moskiewskim Teatrze Artystycznym odbyła się premiera sztuki Wiśniowy sad Antona Czechowa.
  - W wyniku powodzi błyskawicznej w Bloemfontein w brytyjskiej Kolonii Rzeki Oranje w południowej Afryce zginęło 60 osób.
- 1910 – Na Węgrzech powstał drugi rząd Károla Khuen-Héderváry’ego.
- 1912 – Brytyjska wyprawa pod kierownictwem Roberta F. Scotta, miesiąc po wyprawie norweskiej Roalda Amundsena, dotarła jako druga w historii na biegun południowy. W drodze powrotnej wszyscy jej członkowie zginęli.
- 1913 – Raymond Poincaré został wybrany na urząd prezydenta Francji.
- 1917 – USA za 25 mln dolarów zakupiły należącą do Danii południową część Wysp Dziewiczych.
- 1919 – Wojna estońsko-bolszewicka: wojska estońskie zdobyły Narwę.
- 1920:
  - Paul Deschanel został wybrany na urząd prezydenta Francji.
  - W USA została wprowadzona prohibicja.
- 1921 – W Wiedniu założono Wolny Uniwersytet Ukraiński.
- 1929 – Król Afganistanu Inajatullah Chan abdykował po trzech dniach panowania. Nowym królem został Amir Habibullah Ghazi.
- 1933 – Kongres Stanów Zjednoczonych, wbrew prezydentowi Herbertowi Hooverowi, uchwalił niezależność Filipin.
- 1934 – Ferdinand Porsche zaprezentował rządowi niemieckiemu projekt Garbusa, inaugurując historię marki Volkswagen.
- 1941 – Wojna na Pacyfiku: zwycięstwo floty francuskiej nad tajlandzką w bitwie pod Ko Chang.
- 1944:
  - Kampania włoska: rozpoczęła się bitwa o Monte Cassino.
  - Armia Krajowa rozbiła niemieckie więzienie w Lidzie.
- 1945 – Szwedzki dyplomata Raoul Wallenberg został aresztowany w Budapeszcie przez NKWD.
- 1946 – W Londynie po raz pierwszy zebrała się Rada Bezpieczeństwa ONZ.
- 1948 – Na pokładzie amerykańskiego okrętu wojennego podpisano porozumienie rozejmowe między Indonezją i Holandią, sankcjonujące tymczasową suwerenność holenderską nad zajmowanymi terytoriami Indii Holenderskich i przewidujące przeprowadzenie referendów w celu rozstrzygnięcia ich przynależności.
- 1949 – 20 osób zginęło w katastrofie brytyjskiego samolotu pasażerskiego Avro 688/689 Tudor u wybrzeży Bermudów.
- 1950 – Doszło do napadu na budynek Brink’sa w Bostonie i zrabowania rekordowego wówczas łupu w historii USA (1 218 211,29 dolarów w gotówce oraz 1 557 183,83 w czekach, przekazach i innych papierach wartościowych).
- 1955 – Pierwszy okręt podwodny o napędzie atomowym USS „Nautilus” wypłynął w swój dziewiczy rejs.
- 1961 – Katangijscy secesjoniści dokonali egzekucji pierwszego premiera Demokratycznej Republiki Konga Patrice’a Lumumby oraz jego współpracowników Maurice Mpolo i Josepha Okito.
- 1963 – Dokonano oblotu brytyjskiego samolotu transportowego Short SC.7 Skyvan.
- 1966 – W wyniku zderzenia dwóch amerykańskich samolotów wojskowych nad hiszpańską wioską Palomares z bombowca B-52 wypadły 4 nieuzbrojone bomby wodorowe.
- 1969 – Ukazał się album Yellow Submarine grupy The Beatles.
- 1972 – Przyjęto flagę Bangladeszu.
- 1975 – Ogólnochińskie Zgromadzenie Przedstawicieli Ludowych na pierwszej od 9 lat sesji przyjęło nową konstytucję, sankcjonującą zdobycze rewolucji kulturalnej.
- 1977 – W stanie Utah został stracony morderca Gary Gilmore. Była to pierwsza egzekucja po przywróceniu kary śmierci w USA.
- 1979 – Premiera horroru Nosferatu wampir w reżyserii Wernera Herzoga.
- 1983 – Nigeria wydaliła ponad 2 miliony nielegalnych imigrantów, głównie z Ghany.
- 1988 – W Rzymie Jan Paweł II jako pierwszy papież wystąpił na konferencji prasowej.
- 1991:
  - Harald V został królem Norwegii.
  - Wojska koalicji międzynarodowej rozpoczęły operację „Pustynna Burza” w celu wyzwolenia Kuwejtu spod okupacji irackiej.
- 1993 – Został aresztowany włoski seryjny morderca Pietro Pacciani („Potwór z Florencji”).
- 1994 – W trzęsieniu ziemi w Northridge (zespół miejski Los Angeles) zginęły 72 osoby, 8,7 tys. zostało rannych.
- 1995:
  - We Włoszech utworzono rząd Lamberta Diniego.
  - W trzęsieniu ziemi w japońskim Kobe zginęły 6434 osoby.
- 1996 – Republika Czeska złożyła wniosek o przyjęcie do Unii Europejskiej.
- 2001 – Premiera francuskiego filmu Plotka w reżyserii Francisa Vebera.
- 2002:
  - Erupcja wulkanu Nyiragongo w Demokratycznej Republice Konga spowodowała zalanie lawą 15% powierzchni miasta Goma. Zginęło 147 osób, a pół miliona straciło dach nad głową.
  - Intifada Al-Aksa: palestyński zamachowiec wtargnął na żydowską ceremonię religijną bar micwy w mieście Hadera i otworzył ogień, zabijając 6 i raniąc 33 osoby.
- 2006 – W Więzieniu Stanowym San Quentin w Kalifornii stracono najstarszego więźnia od dziesiątek lat. 76-letni Clarence Ray Allen, który poważnie chorował w więzieniu, został uśmiercony za pomocą zastrzyku trucizny.
- 2007 – Wskazówki na symbolicznym Zegarze Zagłady na Uniwersytecie w Chicago zostały przesunięte z 11:53 na 11:55.
- 2010:
  - Początek kilkudniowych zamieszek w nigeryjskim mieście Dżos, w których zginęło ponad 600 osób.
  - Sebastián Piñera zwyciężył w II turze wyborów prezydenckich w Chile.
  - W I turze wyborów prezydenckich na Ukrainie zwyciężył Wiktor Janukowycz przed Julią Tymoszenko.
- 2011 – Rozpoczęły się antyrządowe protesty w Omanie.
- 2012 – Rozpoczęła się rebelia Tuaregów w północnym Mali.
- 2013:
  - Nicolas Tiangaye został premierem Republiki Środkowoafrykańskiej.
  - Tommy Remengesau został prezydentem Palau.
  - Wojna domowa w Mali: francuskie wojska interwencyjne rozpoczęły ofensywę naziemną.
- 2015:
  - Carlos Agostinho do Rosário został premierem Mozambiku
  - Jean Ravelonarivo został premierem Madagaskaru.
- 2017 – Włoch Antonio Tajani został wybrany na przewodniczącego Parlamentu Europejskiego.

## Urodzili się
- 1250 – Ruggiero di Lauria, sycylijski admirał w służbie aragońskiej (zm. 1305)
- 1449 – Hosanna z Mantui, włoska tercjarka dominikańska, mistyczka, błogosławiona (zm. 1505)
- 1463:
  - Fryderyk III Mądry, elektor Saksonii (zm. 1525)
  - Antoine du Prat, francuski duchowny katolicki, arcybiskup Sens, kardynał (zm. 1535)
- 1484 – Georg Spalatin, niemiecki duchowny protestancki, działacz reformacji (zm. 1545)
- 1497 – Fryderyk Hohenzollern, niemiecki duchowny katolicki (zm. 1536)
- 1501 – Leonhart Fuchs, niemiecki lekarz, botanik (zm. 1566)
- 1504 – Pius V, papież, święty (zm. 1572)
- 1517 – Antonio Scandelli, włoski kompozytor (zm. 1580)
- 1560 – Gaspard Bauhin, szwajcarski lekarz, anatom, botanik (zm. 1624)
- 1600 – Pedro Calderón de la Barca, hiszpański poeta, dramatopisarz (zm. 1681)
- 1612 – Thomas Fairfax, angielski generał (zm. 1671)
- 1616 – Georg Ludwig von Sinzendorff, austriacki hrabia, polityk (zm. 1681)
- 1634 – Antonio Draghi, włoski kompozytor, librecista (zm. 1700)
- 1657 – (data chrztu) Peter van Bloemen, flamandzki malarz (zm. 1720)
- 1659 – Antonio Veracini(inne języki), włoski kompozytor (zm. 1745)
- 1666 – Antonio Maria Valsalva, włoski lekarz, anatom (zm. 1723)
- 1706 – Benjamin Franklin, amerykański polityk, współautor Deklaracji Niepodległości Stanów Zjednoczonych, filozof, uczony, wynalazca (zm. 1790)
- 1707 – Prospero Colonna di Sciarra, włoski kardynał (zm. 1765)
- 1721 – Elżbieta Wittelsbach, elektorowa Palatynatu Reńskiego i Bawarii (zm. 1794)
- 1728 – Johann Gottfried Müthel, niemiecki kompozytor (zm. 1788)
- 1732:
  - Stanisław August Poniatowski, ostatni król Polski (zm. 1798)
  - Antoni Józef Poniński, polski szlachcic, polityk (zm. ok. 1830)
- 1736 – Apolonia Ustrzycka, polska szlachcianka (zm. 1814)
- 1737 – Stefano Antonio Morcelli, włoski jezuita, epigrafik (zm. 1821)
- 1739 – Johann Christian Daniel von Schreber, niemiecki badacz historii naturalnej, botanik, zoolog (zm. 1810)
- 1740 – Onufry Dziekoński, polski szlachcic, polityk (zm. ok. 1800)
- 1764 – Maria Karolina Sabaudzka, królowa Saksonii (zm. 1782)
- 1769 – Piotr Wittgenstein, rosyjski arystokrata, generał-feldmarszałek pochodzenia niemieckiego (zm. 1843)
- 1771 – Charles Brockden Brown, amerykański pisarz, historyk, wydawca (zm. 1810)
- 1773 – (lub 18 stycznia) Józef Sułkowski, polski oficer, brygadier, adiutant Napoleona Bonapartego (zm. 1798)
- 1784 – Ignacy Mycielski, polski generał (zm. 1831)
- 1789 – Maria Domenica Brun Barbantini, włoska zakonnica, błogosławiona (zm. 1868)
- 1799 – Awdotja Istomina, rosyjska balerina (zm. 1848)
- 1800 – Caleb Cushing, amerykański prawnik, polityk, dyplomata (zm. 1889)
- 1803 – Jean Kickx, belgijski botanik, mykolog, wykładowca akademicki (zm. 1864)
- 1807 – Karl Pooten, niemiecki duchowny katolicki, arcybiskup Antivari i Szkodry (zm. 1886)
- 1812 – Ludwig Windthorst, niemiecki prawnik, polityk (zm. 1891)
- 1814:
  - Ludwik Mierosławski, polski generał, pierwszy dyktator powstania styczniowego, polityk, prozaik, poeta, wynalazca (zm. 1878)
  - Heinrich Neumann, niemiecki psychiatra (zm. 1884)
  - John Mix Stanley, amerykański malarz (zm. 1872)
- 1815:
  - Max Pressler, niemiecki leśnik, ekonomista, inżynier, wynalazca (zm. 1886)
  - Łucja Yi Zhenmei, chińska męczennica i święta katolicka (zm. 1862)
- 1818 – Antoine-Aimé Dorion, kanadyjski prawnik, wydawca, polityk (zm. 1891)
- 1820 – Anne Brontë, brytyjska pisarka (zm. 1849)
- 1823 – Antoni Jaksa-Marcinkowski, polski krytyk literacki, etnograf, satyryk, tłumacz, pisarz (zm. 1880)
- 1835 – Antanas Baranauskas, polsko-litewski duchowny katolicki, biskup sejneński, poeta tworzący w języku litewskim (zm. 1902)
- 1839 – Albert Bernhard Frank, niemiecki biolog, profesor botaniki, specjalista w zakresie fizjologii roślin i fitopatologii (zm. 1900)
- 1840:
  - Stefan Bobrowski, polski działacz niepodległościowy, uczestnik powstania styczniowego (zm. 1863)
  - Antoni Hawełka, polski przedsiębiorca, kupiec, restaurator (zm. 1894)
- 1842:
  - Karol Doroszyński, polski aktor, reżyser, dyrektor teatrów (zm. 1882)
  - François-Henri Hallopeau, francuski dermatolog (zm. 1919)
  - Józef Sebastian Pelczar, polski duchowny katolicki, biskup przemyski, święty (zm. 1924)
- 1843 – Aleksander Kraushar, polski adwokat, historyk, publicysta pochodzenia żydowskiego (zm. 1931)
- 1845 – Manuel Lisandro Barillas Bercián, gwatemalski polityk, prezydent Gwatemali (zm. 1907)
- 1846 – Gustaw Romer, polski ziemianin, prawnik, bankowiec, polityk (zm. 1903)
- 1847 – Nikołaj Żukowski, rosyjski naukowiec, twórca współczesnej aerodynamiki i hydrodynamiki, pionier lotnictwa (zm. 1921)
- 1850 – Joaquim Arcoverde de Albuquerque Cavalcanti, brazylijski duchowny katolicki, arcybiskup São Sebastião do Rio de Janeiro, kardynał (zm. 1930)
- 1854 – Jan Ludwik Popławski, polski polityk, publicysta (zm. 1908)
- 1857:
  - Wilhelm Kienzl, austriacki kompozytor, dyrygent (zm. 1941)
  - Wincenty Łoś, polski pisarz, kolekcjoner dzieł sztuki (zm. 1918)
- 1860:
  - Douglas Hyde, irlandzki polityk, prezydent Irlandii (zm. 1949)
  - Joseph Pease, brytyjski arystokrata, przedsiębiorca, polityk (zm. 1943)
  - Carlos José Solórzano, nikaraguański polityk, prezydent Nikaragui (zm. 1936)
- 1863:
  - David Lloyd George, brytyjski polityk, premier Wielkiej Brytanii (zm. 1945)
  - Konstantin Stanisławski, rosyjski reżyser teatralny, aktor, teoretyk teatru (zm. 1938)
- 1864 – David Torrence, szkocki aktor (zm. 1951)
- 1867 – Carl Laemmle, niemiecki producent filmowy (zm. 1939)
- 1869 – Emil Plage, polski przemysłowiec (zm. 1909)
- 1870:
  - Maria Luiza Burbon-Parmeńska, księżna Bułgarii (zm. 1899)
  - Antonina od św. Tymoteusza Gosens Saez de Ibarra, hiszpańska karmelitanka miłosierdzia, męczennica, błogosławiona (zm. 1936)
- 1871:
  - David Beatty, brytyjski admirał (zm. 1936)
  - Nicolae Iorga, rumuński historyk, krytyk literacki, pamiętnikarz, dramaturg, poeta, polityk (zm. 1940)
- 1875:
  - Franciszek Górczak, polski polityk, poseł na Sejm RP (zm. 1939)
  - Florencio Sánchez, urugwajski dziennikarz, dramaturg (zm. 1910)
- 1876 – Krzysztof II, grecki duchowny prawosławny, patriarcha Aleksandrii (zm. 1967)
- 1877 – Fred Francis Bosworth, amerykański ewangelista zielonoświątkowy (zm. 1958)
- 1878:
  - Chen Qimei, chiński polityk, działacz rewolucyjny (zm. 1916)
  - Philadelphia Jack O’Brien, amerykański bokser (zm. 1942)
  - Antoni Kaczorowski, polski polityk, działacz lewicy niepodległościowej (zm. 1918)
- 1879:
  - Richard Reid, kanadyjski polityk (zm. 1980)
  - Kazimierz Sichulski, polski malarz, rysownik, grafik (zm. 1942)
- 1880 – Mack Sennett, kanadyjski reżyser filmowy (zm. 1960)
- 1881 – Antoni Łomnicki, polski matematyk (zm. 1941)
- 1882:
  - Noah Beery, amerykański aktor (zm. 1946)
  - Helena Romanowa, wielka księżna Rosji (zm. 1957)
- 1883 – Zdzisław Ludkiewicz, polski ekonomista, polityk, minister reform rolnych (zm. 1942)
- 1885 – Nikolaus von Falkenhorst, niemiecki generał pułkownik, zbrodniarz wojenny (zm. 1968)
- 1886 – Juliusz Poniatowski, polski ekonomista, polityk, minister rolnictwa, wicemarszałek Sejmu RP (zm. 1975)
- 1887 – Józef Samsó y Elias, hiszpański duchowny katolicki, męczennik, błogosławiony (zm. 1936)
- 1888:
  - Henryk Pfefer, polski działacz niepodległościowy (zm. ?)
  - Wielki Niedźwiedź, wódz północnoamerykańskich Indian Kri i Odżibwejów (ur. ok. 1825)
- 1889 – Giuseppe Beltrami, włoski kardynał, nuncjusz apostolski (zm. 1973)
- 1891:
  - Walter Eucken, niemiecki ekonomista (zm. 1950)
  - Hans Klein, niemiecki pilot wojskowy, as myśliwski (zm. 1944)
  - Walter Monckton, brytyjski arystokrata, polityk, krykiecista (zm. 1965)
  - Jean Samazeuilh, francuski tenisista (zm. 1965)
- 1893 – Tora Teje, szwedzka aktorka (zm. 1970)
- 1894:
  - Zygmunt Brockhusen, polski major piechoty (zm. 1981)
  - Werner March, niemiecki architekt (zm. 1976)
- 1896 – Antoni Brzozowski, polski kapitan piechoty (zm. 1940)
- 1897:
  - Antoni Kaczmarczyk, polski podpułkownik piechoty (zm. ?)
  - Marcel Petiot, francuski seryjny morderca (zm. 1946)
- 1898:
  - Nadzieja Drucka, polska pisarka, tłumaczka (zm. 1986)
  - Jerzy Lefeld, polski pianista, kameralista, kompozytor, pedagog (zm. 1980)
  - Carl Maria Splett, niemiecki duchowny katolicki, biskup gdański (zm. 1964)
- 1899:
  - Al Capone, amerykański gangster pochodzenia włoskiego (zm. 1947)
  - Nevil Shute, brytyjski pisarz (zm. 1960)
- 1901:
  - Jan Drohojowski, polski dyplomata (zm. 1979)
  - Eliasza od św. Klemensa Fracasso, włoska karmelitanka, błogosławiona (zm. 1927)
  - Natalia Agnieszka Ogrodnik-Popowicz, polska nauczycielka i działaczka harcerska, kierowniczka odcinka sanitarnego w II i III powstaniu śląskim (zm. 1969)
  - Aleksander Uklański, polski specjalista w dziedzinie turbin parowych, wykładowca akademicki (zm. 1990)
- 1902:
  - Geoffrey William Lloyd, brytyjski polityk (zm. 1984)
  - Leonid Trauberg, radziecki reżyser i scenarzysta filmowy pochodzenia żydowskiego (zm. 1990)
- 1903:
  - John Badcock, brytyjski wioślarz (zm. 1976)
  - Warren Hull, amerykański aktor (zm. 1974)
- 1904:
  - Glenn Graham, amerykański lekkoatleta, tyczkarz (zm. 1986)
  - Piotr Romankow, radziecki chemik (zm. 1990)
- 1905:
  - Zizi Halama, polska tancerka, aktorka (zm. 1975)
  - Wiktor Narkiewicz, polski konstruktor lotniczy (zm. 1985)
  - Boris Ponomariow, radziecki polityk (zm. 1995)
  - Saëb Salam, libański polityk, premier Libanu (zm. 2000)
  - Antoni Sobik, polski szermierz, trener (zm. 1994)
  - Jan Zahradníček, czeski poeta, działacz antykomunistyczny (zm. 1960)
- 1906:
  - Torsten Johansson, szwedzki piłkarz (zm. 1989)
  - Guillermo Stábile, argentyński piłkarz, trener (zm. 1966)
- 1907:
  - Henk Badings, holenderski kompozytor (zm. 1987)
  - Michaił Jegorow, radziecki polityk i wojskowy (zm. 2000)
  - František Junek, czeski piłkarz (zm. 1970)
- 1908:
  - Michał Pluciński, polski aktor (zm. 1978)
  - Józef Smoczek, polski piłkarz (zm. 1984)
- 1909:
  - Franciszek Firlik, polski biolog, działacz harcerski, komendant wielkopolski Szarych Szeregów (zm. 1941)
  - Tadeusz Mikulski, polski historyk literatury, eseista (zm. 1958)
- 1910 – Edith Starrett Green, amerykańska polityk (zm. 1987)
- 1911:
  - Philibert Smellinckx, belgijski piłkarz (zm. 1977)
  - George Stigler, amerykański ekonomista, laureat Nagrody Banku Szwecji im. Alfreda Nobla w dziedzinie ekonomii (zm. 1991)
  - Jerzy Sztachelski, polski polityk, minister zdrowia i opieki społecznej (zm. 1975)
- 1912 – Aleksander Sewruk, polski aktor (zm. 1974)
- 1914:
  - Taizō Kawamoto, japoński piłkarz, trener (zm. 1985)
  - Howard Levene, amerykański statystyk i genetyk (zm. 2003)
- 1915:
  - Antonin Bajewski, polski franciszkanin, męczennik, błogosławiony (zm. 1941)
  - Antonina Mijal, polska lekarka, działaczka społeczna, żołnierz AK (zm. 1986)
- 1916:
  - Peter Frelinghuysen, amerykański polityk (zm. 2011)
  - Włodzimierz Patuszyński, polski autor tekstów piosenek (zm. 1983)
- 1917:
  - Amelia Piccinini, włoska lekkoatletka, kulomiotka i skoczkini w dal (zm. 1979)
  - M.G. Ramachandran, indyjski aktor, reżyser, scenarzysta i producent filmowy, wydawca, filantrop, polityk (zm. 1987)
- 1918:
  - Keith Joseph, brytyjski polityk (zm. 1994)
  - Helena Marusarzówna, polska narciarka, żołnierz ZWZ-AK, kurierka tatrzańska (zm. 1941)
  - Georges Sérès Jr., francuski kolarz szosowy i torowy (zm. 1983)
  - Ivan Vidav, słoweński matematyk (zm. 2015)
  - Jack Wilson, amerykański bokser (zm. 1956)
- 1919 – Kazimierz Kardaś, polski podporucznik, żołnierz AK (zm. 1944)
- 1920:
  - Sven Israelsson, szwedzki biegacz narciarski, kombinator norweski (zm. 1989)
  - Bohumil Váňa, czeski tenisista stołowy (zm. 1989)
- 1921:
  - Wacław Biliński, polski pisarz (zm. 1999)
  - Jan Gerhard, polski pułkownik, polityk, poseł na Sejm PRL, pisarz, dziennikarz, publicysta pochodzenia żydowskiego (zm. 1971)
- 1922:
  - Luis Echeverría, meksykański prawnik, polityk, minister spraw wewnętrznych, prezydent Meksyku (zm. 2022)
  - Betty White, amerykańska aktorka (zm. 2021)
- 1924 – Włodzimierz Haupe, polski reżyser filmowy (zm. 1994)
- 1925:
  - Walter Arendt, niemiecki polityk (zm. 2005)
  - Duane Hanson, amerykański rzeźbiarz (zm. 1996)
  - Kazimierz Kluz, polski duchowny katolicki, biskup pomocniczy gdański (zm. 1982)
- 1926:
  - Nélida Romero, argentyńska aktorka (zm. 2015)
  - Moira Shearer(inne języki), szkocka aktorka, tancerka (zm. 2006)
- 1927:
  - José María Hernández González, meksykański duchowny katolicki, biskup Netzahualcóyotl (zm. 2015)
  - Eartha Kitt, amerykańska aktorka, piosenkarka (zm. 2008)
  - Harlan Mathews, amerykański polityk (zm. 2014)
  - Pierre Thiolon, francuski koszykarz (zm. 2014)
- 1928:
  - Jean Barraqué, francuski kompozytor (zm. 1973)
  - Ryszard Domański, polski geograf, ekonomista (zm. 2021)
  - Roman Frister, polski pisarz (zm. 2015)
  - Vidal Sassoon, amerykański fryzjer, stylista (zm. 2012)
- 1929 – Ignacio Velasco, wenezuelski duchowny katolicki, arcybiskup Caracas, kardynał (zm. 2003)
- 1930:
  - Jerzy Majka, polski dziennikarz (zm. 1991)
  - Jaroslava Moserová, czeska lekarka, tłumaczka, polityk (zm. 2006)
- 1931:
  - James Earl Jones, amerykański aktor (zm. 2024)
  - Mieczysław Piecka, polski radca prawny, polityk, poseł na Sejm RP (zm. 2018)
  - Joseph Willy Romélus, haitański duchowny katolicki, biskup Jérémie (zm. 2025)
- 1932:
  - Jaroslav Dudek, czeski reżyser filmowy (zm. 2000)
  - Danuta Nagórna, polska aktorka (zm. 2021)
- 1933:
  - Renzo Alverà, włoski bobsleista (zm. 2005)
  - Dalida, francuska piosenkarka, aktorka, modelka pochodzenia włoskiego (zm. 1987)
  - Jan Górny, polski hokeista na trawie, trener (zm. 2018)
  - Bohdan Pociej, polski muzykolog, krytyk muzyczny, publicysta (zm. 2011)
- 1934:
  - Alexander Brunett, amerykański duchowny katolicki, arcybiskup metropolita Seattle (zm. 2020)
  - Donald Cammell(inne języki), szkocki reżyser filmowy (zm. 1996)
  - Lidia Korsakówna, polska aktorka (zm. 2013)
  - Jan Kulpa, polski duchowny katolicki, kaznodzieja, działacz samorządowy i społeczny, prałat, Kapelan Honorowy Ojca Świętego (zm. 2021)
  - Zlatko Papec, chorwacki piłkarz (zm. 2013)
  - Jerzy Turek, polski aktor (zm. 2010)
  - Cedar Walton, amerykański pianista jazzowy, kompozytor (zm. 2013)
- 1935:
  - Jeremiasz (Kaligiorgis), grecki duchowny prawosławny, metropolita Francji, Szwajcarii i Ankary (zm. 2025)
  - Boris Stienin, rosyjski łyżwiarz szybki (zm. 2001)
- 1936:
  - Łeonid Ostrowski, ukraiński piłkarz, trener (zm. 2001)
  - Barbara Rzeszotarska, polska chemik organik, profesor nauk chemicznych, nauczycielka akademicka (zm. 2024)
- 1937 – Stanisław Marucha, polski strzelec sportowy, trener (zm. 2008)
- 1938:
  - John Bellairs, amerykański pisarz (zm. 1991)
  - Antoni Jutrzenka-Trzebiatowski, polski biolog, botanik, fitosocjolog, polityk, senator RP (zm. 2015)
  - David Theile, australijski pływak
- 1939:
  - Chrystodulos I, grecki duchowny, arcybiskup Aten, zwierzchnik greckiego Kościoła prawosławnego (zm. 2008)
  - Karsten Knolle, niemiecki dziennikarz, polityk, eurodeputowany (zm. 2024)
  - Antoni Nieroba, polski piłkarz (zm. 2021)
  - Jerzy Patan, polski dziennikarz (zm. 2016)
  - Niels Helveg Petersen, duński polityk (zm. 2017)
- 1940:
  - Nerses Bedros XIX, egipski duchowny, patriarcha Kościoła katolickiego obrządku ormiańskiego (zm. 2015)
  - Naohiro Ikeda, japoński siatkarz (zm. 2021)
  - Kipchoge Keino, kenijski lekkoatleta, średnio- i długodystansowiec
  - Kazimierz Zbigniew Łoński, polski twórca ekslibrisów i linorytów (zm. 2011)
  - Mircea Snegur, mołdawski agronom, polityk, prezydent Mołdawii (zm. 2023)
  - Tabaré Vázquez, urugwajski onkolog, polityk, burmistrz Montevideo, prezydent Urugwaju (zm. 2020)
- 1941:
  - Antonina Grzegorzewska, polska samorządowiec, prezydent Zielonej Góry (zm. 2024)
  - Karin Reichert, niemiecka lekkoatletka, sprinterka i płotkarka
  - Jani Riza, albański aktor (zm. 1988)
- 1942:
  - Muhammad Ali, amerykański bokser (zm. 2016)
  - Nancy Parsons(inne języki), amerykańska aktorka (zm. 2001)
  - Andon Qesari, albański aktor (zm. 2021)
  - Karel Van Miert, belgijski polityk, eurokomisarz (zm. 2009)
- 1943:
  - Ken Morley, brytyjski aktor
  - René Préval, haitański polityk, prezydent Haiti (zm. 2017)
- 1944:
  - Jan Guillou, szwedzki pisarz, dziennikarz
  - Françoise Hardy, francuska piosenkarka, kompozytorka, autorka tekstów piosenek (zm. 2024)
  - Wiktor Jerin, rosyjski generał, polityk, minister spraw wewnętrznych (zm. 2018)
  - Mahieddine Khalef, algierski trener piłkarski (zm. 2024)
- 1945 – Iwan Karabyć, ukraiński kompozytor, dyrygent, pedagog (zm. 2002)
- 1946:
  - Lidija Ałfiejewa, ukraińska lekkoatletka, skoczkini w dal (zm. 2022)
  - Henryk Antosiak, polski działacz państwowy, wojewoda sieradzki, wiceminister
  - Frank Geerk, niemiecki pisarz (zm. 2008)
  - Kazimierz Przybysz, polski historyk, politolog
- 1947:
  - Józef Baran, polski poeta
  - David Choby, amerykański duchowny katolicki, biskup Nashville (zm. 2017)
  - Manuel Herrero Fernández, hiszpański duchowny katolicki, biskup Palencii
  - Danuta Jędrejek, polska lekkoatletka, sprinterka
  - Anatolij Nowikow, ukraiński judoka (zm. 2022)
  - Leszek Kazimierz Sułek, polski samorządowiec, polityk, poseł na Sejm RP (zm. 2021)
  - Roland Trebicka, albański aktor (zm. 2013)
- 1948:
  - Eddie Gray, szkocki piłkarz, trener
  - Jim Ladd, amerykański didżej, osobowość radiowa (zm. 2023)
  - Roman Lasocki, polski skrzypek, pedagog
  - Davíð Oddsson, islandzki polityk, premier Islandii
- 1949:
  - Gyude Bryant, liberyjski przedsiębiorca, polityk, przewodniczący rządu tymczasowego (zm. 2014)
  - Heini Hemmi, szwajcarski narciarz alpejski
  - Andy Kaufman, amerykański komik (zm. 1984)
  - Sandra Mason, barbadoska polityk, gubernator generalna
  - Dick Nanninga, holenderski piłkarz
  - Mick Taylor, brytyjski gitarzysta, członek zespołu The Rolling Stones
- 1950:
  - Fritz Gautier, niemiecki chemik, menedżer, polityk, eurodeputowany (zm. 2017)
  - Honey Irani, indyjska aktorka, reżyserka i scenarzystka filmowa
  - Ján Švehlík, słowacki piłkarz, trener
  - Zbigniew Żmudzki, polski producent filmowy
  - Jerzy Żyszkiewicz, polski polityk, poseł na Sejm RP (zm. 2014)
- 1951:
  - Roland Thöni, włoski narciarz alpejski (zm. 2021)
  - Gerhard Winkler, niemiecki biathlonista
  - Jurij Zajcew, kazachski sztangista (zm. 2022)
  - Rolf Ziegler, niemiecki lekkoatleta, płotkarz i sprinter
- 1952:
  - Sławomir Kulpowicz, polski pianista jazzowy (zm. 2008)
  - Kevin Reynolds, amerykański reżyser i scenarzysta filmowy
  - Ryūichi Sakamoto, japoński pianista, kompozytor muzyki filmowej, producent muzyczny (zm. 2023)
  - Michael Sommer, niemiecki działacz związkowy, przewodniczący DGB i ITUC (zm. 2025)
- 1953:
  - Carlos Johnson, amerykański muzyk i wokalista bluesowy
  - Roman Jóźwiak, polski żużlowiec (zm. 2019)
  - Agnese Possamai, włoska lekkoatletka, biegaczka średnio- i długodystansowa
  - Edmund Runowicz, polski instruktor harcerski, samorządowiec, prezydent Szczecina
  - Andrzej Wichrowski, polski aktor
- 1954:
  - Waldemar Bartosz, polski polityk, poseł na Sejm RP
  - Bascha Mika, niemiecka dziennikarka
  - Marian Narkowicz, polski muzyk, multiinstrumentalista, kompozytor, aranżer, członek zespołów: Cytrus i Korba (zm. 2012)
  - Robert F. Kennedy Jr., amerykański prawnik, polityk i działacz na rzecz ochrony środowiska, syn Roberta F. Kennedy’ego
- 1955:
  - Pietro Parolin, włoski kardynał, dyplomata, sekretarz stanu Stolicy Apostolskiej
  - Manasseh Sogavare, salomoński polityk, premier Wysp Salomona
  - Henryk Średnicki, polski bokser (zm. 2016)
- 1956:
  - Faouzi Mansouri, algierski piłkarz (zm. 2022)
  - Wasilij Kulik, rosyjski seryjny morderca (zm. 1989)
  - Mitch Vogel, amerykański aktor
  - Paul Young, brytyjski wokalista soulowo-popowy
- 1957:
  - Colm Burke, irlandzki prawnik, samorządowiec, polityk
  - Michał Moląg, polski malarz (zm. 2014)
  - Michel Vaarten, belgijski kolarz torowy i szosowy
- 1958:
  - Davidson Andeh, nigeryjski bokser
  - Audronius Ažubalis, litewski dziennikarz, polityk
  - Georges Bregy, szwajcarski piłkarz, trener
  - Jerzy Łukosz, polski prozaik, dramaturg, eseista, krytyk literacki, tłumacz
  - Gabriel Mbilingi, angolski duchowny katolicki, arcybiskup Lubango
  - Andrzej Szarek, polski rzeźbiarz, pedagog
  - Klaus Täuber, niemiecki piłkarz, trener (zm. 2023)
  - Tom Thibodeau, amerykański koszykarz, trener
- 1959:
  - Andrés Arteaga Manieu, chilijski duchowny katolicki, biskup pomocniczy Santiago de Chile
  - Lutz Heßlich, niemiecki kolarz torowy
  - Janakis Jangudakis, cypryjski piłkarz
- 1960:
  - John Crawford(inne języki), amerykański muzyk, członek zespołu Berlin
  - Hendrik Jan Kooijman, holenderski hokeista na trawie
  - Igor Nikołajew, rosyjski piosenkarz, kompozytor, producent muzyczny
- 1961:
  - Ewa Banaszkiewicz, polska brydżystka
  - Suzanne Berne, amerykańska pisarka
  - Maia Cziburdanidze, gruzińska szachistka
  - Brian Helgeland, amerykański reżyser i scenarzysta filmowy
  - Karin Lamberg-Skog, szwedzka biegaczka narciarska
  - Siergiej Swietłow, rosyjski hokeista, trener
- 1962:
  - Jim Carrey, kanadyjski aktor, komik, scenarzysta i producent filmowy
  - Jaime Jefferson, kubański lekkoatleta, skoczek w dal
  - Romuald Kujawa, polski piłkarz, trener
  - Denis O’Hare, amerykański aktor
  - Ari Up, brytyjska wokalistka pochodzenia niemieckiego, członkini zespołu The Slits (zm. 2010)
  - Jan Wegereef, holenderski sędzia piłkarski
- 1963:
  - Darko Dražić, chorwacki piłkarz, trener
  - Kai Hansen, niemiecki gitarzysta, wokalista, członek zespołu Helloween
  - Tadeusz Mikutel, polski pilot wojskowy
  - Katarzyna Nowakowska-Sito, polska historyk sztuki, muzealnik
  - Jewel Taylor, liberyjska polityczka
- 1964:
  - Michelle Fairley, północnoirlandzka aktorka
  - Michelle Obama, amerykańska prawniczka, pierwsza dama
  - Andy Rourke, brytyjski basista, członek zespołu The Smiths (zm. 2023)
  - Yves Sente, belgijski scenarzysta komiksowy
- 1965:
  - Odies Bajsułtanow, czeczeński polityk, premier Czeczenii
  - D.J. Caruso, amerykański reżyser i producent filmowy
  - Chris Casamassa, amerykański mistrz sztuk walki, aktor, kaskader pochodzenia włoskiego
  - Manolo, hiszpański piłkarz
  - Nikos Nioplias, grecki piłkarz, trener
  - Bogusz Rutkiewicz, polski gitarzysta rockowy
  - Patrick Vervoort, belgijski piłkarz
- 1966:
  - Karim Aïnouz, brazylijski reżyser filmowy pochodzenia algierskiego
  - Irena Car, polska lekkoatletka, kulomiotka
  - Lubczo Georgiewski, macedoński polityk, premier Macedonii Północnej
  - Kim Joo-sung, południowokoreański piłkarz
  - Stephin Merritt, amerykański wokalista, autor tekstów, członek zespołu The Magnetic Fields
  - Shabba Ranks, jamajski wykonawca muzyki ragga/dancehall
- 1967:
  - Tomáš Borec, słowacki prawnik, adwokat, polityk
  - Ihor Charkowszczenko, ukraiński piłkarz, trener
  - Richard Hawley, brytyjski piosenkarz, kompozytor, autor tekstów, producent muzyczny
  - Valentin Robu, rumuński wioślarz
  - Song Kang-ho, południowokoreański aktor
  - Ralf Sonn, niemiecki lekkoatleta, skoczek wzwyż
  - Ričardas Zdančius, litewski piłkarz
- 1968:
  - Scott Clendenin, amerykański basista, członek zespołu Death (zm. 2015)
  - Stella de Heij, holenderska hokeistka na trawie, bramkarka
  - Swietłana Mastierkowa, rosyjska lekkoatletka, biegaczka długodystansowa
  - Obed Sullivan, amerykański bokser
- 1969:
  - Naveen Andrews, brytyjski aktor
  - Paweł Burczyk, polski aktor
  - Robert Kościuk, polski koszykarz
  - Lukas Moodysson, szwedzki reżyser i scenarzysta filmowy, pisarz
  - Tiësto, holenderski didżej
- 1970:
  - Steve Asheim, amerykański perkusista, kompozytor, członek zespołów: Deicide, Council of the Fallen(inne języki) i Order of Ennead(inne języki)
  - Michael Gerber, niemiecki duchowny katolicki, biskup pomocniczy Fryburga, biskup Fuldy
  - Kermin Guardia, kolumbijski bokser
  - Mao Xinyu, chiński generał
  - Jeremy Roenick, amerykański hokeista
  - Suga Free, amerykański raper
  - Genndy Tartakovsky, amerykański animator pochodzenia rosyjsko-żydowskiego
  - James Wattana, tajski snookerzysta
- 1971:
  - Richard Burns, brytyjski kierowca rajdowy (zm. 2005)
  - Mariola Czechowska, polska nauczycielka, działaczka samorządowa, prezydent Bełchatowa
  - Lil Jon, amerykański raper, producent muzyczny
  - Youki Kudoh, japońska aktorka, piosenkarka
  - Jan Filip Libicki, polski polityk, poseł na Sejm i senator RP
  - Kid Rock, amerykański piosenkarz
  - Sylvie Testud, francuska aktorka
  - Jon Wysocki, amerykański muzyk, perkusista, członek zespołu Staind (zm. 2024)
- 1972:
  - Vittoria Belvedere, włoska aktorka
  - Benno Fürmann, niemiecki aktor
  - Inessa Korkmaz, rosyjska siatkarka
  - Rafał Trzaskowski, polski politolog, samorządowiec, polityk, eurodeputowany, minister administracji i cyfryzacji, poseł na Sejm RP, prezydent Warszawy
  - Zamirbek Żumagułow, kirgiski piłkarz
- 1973:
  - Cuauhtémoc Blanco, meksykański piłkarz
  - Chris Bowen, australijski polityk
  - François Damiens, belgijski aktor, komik
  - Ari Lasso, indonezyjski piosenkarz
  - Ryszard Łabaj, polski biegacz narciarski
  - Juan Manuel Peña, boliwijski piłkarz
  - Juan Albert Viloca, hiszpański tenisista
- 1974:
  - Annemarie Jacir, palestyńska reżyserka, scenarzystka, montażystka i producentka filmowa
  - Gábor Kapuvári, węgierski zapaśnik
  - Paweł Mateńczuk, polski wojskowy, autor książek
  - Robert Piotrkowicz, polski kulturysta, trener
  - Yang Chen, chiński piłkarz
- 1975:
  - Annica Åhlén, szwedzka hokeistka, bramkarka
  - Ewa Brych-Pająk, polska lekkoatletka, biegaczka
  - Coco Lee, hongkońska piosenkarka, aktorka, tancerka (zm. 2023)
  - Freddy Rodríguez, amerykański aktor
  - Michał Witkowski, polski pisarz, felietonista
- 1976:
  - Francesco Biribanti, włoski siatkarz
  - Lamine Conteh, sierraleoński piłkarz (zm. 2022)
  - Miguel Martinez, francuski kolarz górski i przełajowy
  - Keith Robinson, amerykański aktor, wokalista
  - Tonique Williams-Darling, bahamska lekkoatletka, sprinterka
  - Aga Zaryan, polska wokalistka jazzowa
- 1977:
  - Christie Sides, amerykańska koszykarka, trenerka
  - Ali El Khattabi, marokański piłkarz
  - Dmitrij Kiriczenko, rosyjski piłkarz
  - Santiago Magill, peruwiański aktor
  - Luca Paolini, włoski kolarz szosowy
  - Sverre Rotevatn, norweski kombinator norweski
  - Tolga Seyhan, turecki piłkarz
- 1978:
  - Carolina Ardohain, argentyńska modelka
  - Szymon Jakubowski, polski reżyser i scenarzysta filmowy
  - Elvis Kafoteka, malawijski piłkarz
  - Petra Mandula, węgierska tenisistka
  - Josip Sesar, bośniacki koszykarz
  - Patrick Suffo, kameruński piłkarz
  - Meilen Tu, amerykańska tenisistka pochodzenia tajwańskiego
  - Charles Richard Wilson, brytyjski wokalista, muzyk, kompozytor, autor tekstów, członek zespołów: Kaiser Chiefs i Parva
- 1979:
  - Sergiusz (Anicoj), ukraiński biskup prawosławny
  - David Blue, amerykański aktor
  - Ricardo Cabanas, szwajcarski piłkarz pochodzenia hiszpańskiego
  - Stefano Carozzo, włoski szpadzista
  - Ołeh Lisohor, ukraiński pływak
  - Takafumi Nishitani, japoński łyżwiarz szybki, specjalista short tracku
  - Ola Polakowa, ukraińska piosenkarka, aktorka, reżyserka, prezenterka telewizyjna
  - Samantha Reeves, amerykańska tenisistka
  - Raphael Schäfer, niemiecki piłkarz, bramkarz
  - Asbjørn Sennels, duński piłkarz (zm. 2023)
  - Bartłomiej Soroka, polski siatkarz
  - Masae Ueno, japońska judoczka
- 1980:
  - Zooey Deschanel, amerykańska aktorka, piosenkarka
  - Dawid Jung, polski śpiewak operowy, poeta, prozaik, krytyk literacki i teatralny, wydawca
  - Roman Monariow, rosyjski piłkarz, trener pochodzenia ukraińskiego
  - Mildred Odwako, kenijska siatkarka
  - Grégory Rast, szwajcarski kolarz szosowy
  - Natalja Sutiagina, rosyjska pływaczka
  - Kylie Wheeler, australijska lekkoatletka, wieloboistka
- 1981:
  - Thierry Ascione, francuski tenisista
  - Warren Feeney, północnoirlandzki piłkarz
  - Artur Gliszczyński, polski koszykarz
  - Justyna Grabowska, polska koszykarka
  - Ray J, amerykański piosenkarz, aktor
  - Aneta Lemiesz, polska lekkoatletka, sprinterka
  - Scott Mechlowicz, amerykański aktor pochodzenia żydowskiego
  - Diogo Morgado, portugalski aktor
  - Harding Nana, kameruński koszykarz
  - Stefan Petzner, austriacki polityk
  - Christophe Riblon, francuski kolarz szosowy i torowy
- 1982:
  - Marija Kondratjewa, rosyjska tenisistka
  - Lydia Lassila, australijska narciarka dowolna
  - Dwyane Wade, amerykański koszykarz
- 1983:
  - Álvaro Arbeloa, hiszpański piłkarz
  - Jewgienij Diemientjew, rosyjski biegacz narciarski
  - Tomáš Jun, czeski piłkarz
  - Rick Kelly, australijski kierowca wyścigowy
  - Yelle, francuska piosenkarka
- 1984:
  - Sophie Dee, brytyjska aktorka pornograficzna
  - Galina Fokina, rosyjska tenisistka
  - Salima Hammouche, algierska siatkarka
  - Calvin Harris, szkocki didżej, producent muzyczny, piosenkarz, gitarzysta, autor tekstów
  - Filip Hološko, słowacki piłkarz
  - O Jong-ae, północnokoreańska sztangistka
  - Tim Sebastian, niemiecki piłkarz
  - Zhou Yafei, chińska pływaczka
- 1985:
  - Anna Alminowa, rosyjska lekkoatletka, biegaczka średniodystansowa
  - Johanna Jackson, brytyjska lekkoatletka, chodziarka
  - Karolina Kudłacz-Gloc, polska piłkarka ręczna
  - Agata Sawicka, polska siatkarka
  - Simone Simons, holenderska wokalistka, członkini zespołu Epica
  - Adriana Ugarte, hiszpańska aktorka
- 1986:
  - Max Adler, amerykański aktor
  - Ana Betancour, kolumbijska zapaśniczka
  - Mindaugas Griškonis, litewski wioślarz
  - Armando Gun, panamski piłkarz
  - Jewgienij Kietow, rosyjski hokeista
  - Chetna Solanki, indyjska lekkoatletka, tyczkarka
  - Viktor Stålberg, szwedzki hokeista
- 1987:
  - Wiktorija Mirczewa, ukraińska koszykarka
  - Simone Ponzi, włoski kolarz szosowy
  - Svetlana Radzivil, uzbecka lekkoatletka, skoczkini wzwyż
  - Ołeksandr Usyk, ukraiński bokser
- 1988:
  - Anna Bułgakowa, rosyjska lekkoatletka, młociarka
  - Earl Clark, amerykański koszykarz
  - Will Genia, australijski rugbysta pochodzenia papuaskiego
  - Agnieszka Kowalska, polska piłkarka ręczna
  - Paula Marciniak, polska aktorka, piosenkarka, prezenterka telewizyjna, modelka
  - Mike di Meglio, francuski motocyklista wyścigowy
  - Héctor Moreno, meksykański piłkarz
  - Mykoła Moroziuk, ukraiński piłkarz
  - Geovanny Nazareno, ekwadorski piłkarz
  - Albert Ramos-Viñolas, hiszpański tenisista
  - Abdou Traoré, malijski piłkarz
- 1989:
  - Léster Blanco, salwadorski piłkarz
  - Antoine Diot, francuski koszykarz
  - Pierre Le Coq, francuski żeglarz sportowy
  - Vincenzo Mangiacapre, włoski bokser
  - Kelly Marie Tran, amerykańska aktorka
  - Kōji Yamamuro, japoński gimnastyk
- 1990:
  - Tonje Angelsen, norweska lekkoatletka, skoczkini wzwyż
  - Emmie Charayron, francuska triathlonistka
  - Esteban Chaves, kolumbijski kolarz szosowy
  - Miłosz Jankowski, polski wioślarz
  - Brita Sigourney, amerykańska narciarka dowolna
  - Casper Ware, amerykański koszykarz
  - Tyler Zeller, amerykański koszykarz
- 1991:
  - Trevor Bauer, amerykański baseballista
  - Sebastian Bogner, niemiecko-szwajcarski szachista
  - Willa Fitzgerald, amerykańska aktorka
  - Bartosz Kaczmarek, polski siatkarz
  - Jerzy Machowski, polski reżyser teatralny, radiowy i telewizyjny
  - Alise Post, amerykańska kolarka BMX
  - Farrukh Sayfiev, uzbecki piłkarz
- 1992:
  - Dariel Albó Miranda, kubański siatkarz
  - Nate Hartley, amerykański aktor
  - Anastasija Huczok, białoruska zapaśniczka
  - Jiang Haiqi, chiński pływak
  - Lasza Szergelaszwili, gruziński piłkarz
  - Marwane Saâdane, marokański piłkarz
- 1993:
  - Edvinas Girdvainis, litewski piłkarz
  - Ádám Lang, węgierski piłkarz
  - Anastasija Nazarienko, rosyjska gimnastyczka artystyczna
  - José Sá, portugalski piłkarz
  - Chrystyna Sołowij, ukraińska piosenkarka
- 1994:
  - Ana-Marija Begić, chorwacka koszykarka
  - Francisco Flores, meksykański piłkarz
  - Aerial Powers, amerykańska koszykarka
- 1995:
  - Chauncey Collins, amerykański koszykarz
  - Santo Condorelli, kanadyjsko-włoski pływak
  - Dejan Davidovac, serbski koszykarz
  - Tetiana Jurkewiczus, ukraińska koszykarka
  - Wang Chunyu, chińska lekkoatletka, biegaczka średniodystansowa
- 1996:
  - Alma, fińska piosenkarka
  - Katarzyna Konat, polska piłkarka
  - Elis Manolova, bułgarsko-azerska zapaśniczka
  - Karlo Muhar, chorwacki piłkarz
  - Ewa Ochocka, polska lekkoatletka, sprinterka
  - Hernán Toledo, argentyński piłkarz
  - Allonzo Trier, amerykański koszykarz
- 1997:
  - Sondre Brunstad Fet, norweski piłkarz
  - Miho Igarashi, japońska zapaśniczka
  - Jake Paul, amerykański aktor, bokser, youtuber
  - Jack Vidgen, australijski piosenkarz
- 1998:
  - Natalia Kaczmarek, polska lekkoatletka, sprinterka
  - Lovro Majer, chorwacki piłkarz
  - Amos Pieper, niemiecki piłkarz
  - Jeff Reine-Adélaïde, francuski piłkarz
  - Luca Schuler, szwajcarski narciarz dowolny
  - Szymon Tomczak, polski koszykarz
  - Filip Wąchała, polski bokser
  - Anthony Jose Zambrano, kolumbijski lekkoatleta, czterystumetrowiec
- 1999:
  - Francesca Napodano, włoska siatkarka
  - Basilio Ndong, piłkarz z Gwinei Równikowej
- 2000:
  - Ayo Dosunmu, amerykański koszykarz pochodzenia nigeryjskiego
  - Ebrar Karakurt, turecka siatkarka
  - Luis Palma, honduraski piłkarz
- 2001:
  - Enzo Fernández, argentyński piłkarz
  - Ángela Vázquez(inne języki), meksykańska wokalistka, muzyk, członkini zespołu Vázquez Sounds
- 2002:
  - Rok Možič, słoweński siatkarz
  - Natalia Wiśniewska, polska gimnastyczka artystyczna
- 2003:
  - Eva-Lotta Kiibus, estońska łyżwiarka figurowa
  - Kulisitofa Kite, tongijski piłkarz
- 2004 – Brian Raats, południowoafrykański lekkoatleta, skoczek wzwyż

## Zmarli
- 395 – Teodozjusz I Wielki, cesarz rzymski (ur. 347)
- 1229 – Albert von Buxhövden, niemiecki duchowny katolicki, założyciel i biskup Rygi (ur. 1165)
- 1318 – Erwin von Steinbach, niemiecki architekt (ur. ok. 1244)
- 1359 – Eufemia, księżniczka raciborska z dynastii Piastów, dominikanka, Służebnica Boża (ur. przed 1299)
- 1364 – Élie Talleyrand de Périgord, francuski kardynał (ur. 1301)
- 1369 – Piotr I, król Cypru i Armenii Cylicyjskiej (ur. 1328)
- 1458 – Ludwik I Zgodny, landgraf Hesji (ur. 1502)
- 1468 – Skanderbeg, albański bohater narodowy, przywódca powstania antytureckiego (ur. 1405)
- 1482 – Rudolf von Rüdesheim, polski duchowny katolicki, biskup wrocławski, legat papieski (ur. ok. 1402)
- 1500 – Juan de Borja, hiszpański duchowny katolicki, biskup Melfi, arcybiskup Kapui, kardynał (ur. 1470)
- 1598:
  - Fiodor I, car Rosji (ur. 1557)
  - Henryk, książę Brunszwiku-Lüneburga (ur. 1533)
- 1624 – Piotr Opaliński, polski szlachcic, polityk, dowódca wojskowy (ur. 1586)
- 1625 – Maria Dołgoruka, caryca Rosji (ur. ok. 1601)
- 1650:
  - Tomasz Dolabella, włoski malarz tworzący w Polsce (ur. ok. 1570)
  - Virginia de Leyva, księżniczka Monzy, benedyktynka (ur. 1575)
- 1653 – Konstancja Kerschenstein, gdańska śpiewaczka (ur. 1605)
- 1654 – (data pogrzebu) Paulus Potter, holenderski malarz (ur. 1625)
- 1656 – Jerzy Tyszkiewicz, polski duchowny katolicki, biskup żmudzki i wileński (ur. 1596)
- 1686 – Carlo Dolci, włoski malarz (ur. 1616)
- 1702 – Stanisław Herakliusz Lubomirski, polski magnat, polityk, poeta (ur. 1642)
- 1705 – John Ray, angielski duchowny anglikański, przyrodnik (ur. 1627)
- 1706 – Philipp Peter Roos, niemiecki malarz (ur. 1657)
- 1718 – Benjamin Church, amerykański wojskowy (ur. ok. 1639)
- 1720 – Anioł Paoli, włoski karmelita, błogosławiony (ur. 1642)
- 1735 – Maria Klementyna Sobieska, polska szlachcianka (ur. 1701)
- 1737 – Matthäus Daniel Pöppelmann, niemiecki architekt (ur. 1662)
- 1738 – Jean-François Dandrieu, francuski kompozytor (ur. 1682)
- 1739 – Giorgio Spinola, włoski kardynał (ur. 1667)
- 1745 – Luigi Maria Lucini, włoski dominikanin, inkwizytor, kardynał (ur. 1665)
- 1751 – Tomaso Albinoni, włoski kompozytor (ur. 1671)
- 1766 – Francis Godolphin, brytyjski arystokrata, polityk (ur. 1678)
- 1769 – Józef Gogolewski, polski szlachcic, regimentarz w konfederacji barskiej (ur. ok. 1745)
- 1770 – Paulo de Carvalho de Mendoça, portugalski kardynał (ur. 1702)
- 1775:
  - Vincenzo Riccati, włoski jezuita, uczony (ur. 1707)
  - Giovanni Battista Sammartini, włoski kompozytor, organista (ur. ok. 1698)
- 1779:
  - Józef Antoni Podoski, polski szlachcic, generał, polityk (ur. 1710)
  - Kazimierz Rokitnicki, polski duchowny katolicki, biskup pomocniczy płocki (zm. 1779)
- 1784 – Buson Yosa, japoński autor haiku, malarz (ur. 1716)
- 1799 – Dun Mikiel Xerri, maltański duchowny katolicki, patriota (ur. 1737)
- 1805:
  - Abraham Hyacinthe Anquetil-Duperron, francuski podróżnik, orientalista (ur. 1731)
  - Eliasz Wodzicki, polski hrabia, polityk (ur. 1730)
- 1821 – Cecylia Grabowska, polska malarka amatorka (ur. 1787)
- 1826 – Juan Crisóstomo Arriaga, hiszpański kompozytor (ur. 1806)
- 1829 – Adam Heinrich Müller, niemiecki filozof, publicysta, dyplomata (ur. 1779)
- 1833 – Friedrich Koenig, niemiecki inżynier, przedsiębiorca, wynalazca (ur. 1774)
- 1834 – Giovanni Aldini, włoski fizyk, wykładowca akademicki (ur. 1762)
- 1861 – Lola Montez, niemiecka tancerka, aktorka, kurtyzana pochodzenia irlandzkiego (ur. 1821)
- 1863 – Horace Vernet, francuski malarz, grafik (ur. 1789)
- 1869 – Aleksandr Dargomyżski, rosyjski kompozytor (ur. 1813)
- 1874 – Chang i Eng Bunker, syjamscy bliźniacy zrośnięci klatkami piersiowymi (ur. 1811)
- 1882 – Charles Blanc, francuski historyk, krytyk sztuki, rytownik (ur. 1813)
- 1884 – Hermann Schlegel, niemiecki ornitolog (ur. 1804)
- 1886:
  - Paul-Jacques-Aimé Baudry, francuski malarz (ur. 1828)
  - Eduard Oscar Schmidt, niemiecki zoolog (ur. 1823)
- 1887 – Laurent-Charles Maréchal, francuski malarz (ur. 1801)
- 1889 – Juan Montalvo, ekwadorski pisarz, dziennikarz (ur. 1832)
- 1890:
  - Heinrich Frey, niemiecko-szwajcarski entomolog, lekarz, wykładowca akademicki (ur. 1822)
  - Władysław Taczanowski, polski ornitolog, zoolog, muzealnik, encyklopedysta (ur. 1819)
- 1891:
  - George Bancroft, amerykański historyk, dyplomata, polityk (ur. 1800)
  - Johannes Verhulst, holenderski kompozytor, organista (ur. 1816)
- 1893 – Rutherford Hayes, amerykański polityk, prezydent USA (ur. 1822)
- 1894 – Aniela Wyrwiczówna, polska aktorka (ur. 1870)
- 1895 – George Newbold Lawrence, amerykański przedsiębiorca, ornitolog amator (ur. 1806)
- 1898 – Marceli Motty, polski pisarz, działacz społeczny, pedagog (ur. 1818)
- 1900:
  - Schomberg Kerr, brytyjski arystokrata, dyplomata, polityk (ur. 1833)
  - Luigi Trombetta, włoski kardynał, wysoki urzędnik Kurii Rzymskiej (ur. 1820)
- 1901:
  - Jacob Georg Agardh, szwedzki botanik, wykładowca akademicki, polityk (ur. 1813)
  - Paul Hankar, belgijski architekt (ur. 1859)
  - Frederic W.H. Myers, brytyjski poeta, eseista, literaturoznawca, badacz zjawisk paranormalnych (ur. 1843)
- 1903 – Ignaz Wechselmann, węgierski architekt, filantrop pochodzenia żydowskiego (ur. 1828)
- 1904:
  - Karol Hutten-Czapski, polski hrabia, filantrop, polityk, prezydent Mińska Litewskiego (ur. 1860)
  - Henry Keppel, brytyjski arystokrata, admirał (ur. 1809)
  - Andrzej Rosicki, polski samorządowiec, prezydent Łodzi (ur. 1814)
- 1905 – Karolina Reuß zu Greiz, wielka księżna Saksonii-Weimar-Eisenach (ur. 1884)
- 1906 – Edmund Nawrocki, polski urzędnik, polityk (ur. 1841)
- 1907 – Justyn Lang, polski urzędnik, radny lwowski, działacz sokoli i społeczny (ur. 1847)
- 1908 – Ferdynand IV, arcyksiążę austriacki, wielki książę Toskanii (ur. 1835)
- 1909 – Adam Krasiński, polski hrabia, poeta, prozaik, działacz oświatowy (ur. 1870)
- 1910:
  - Friedrich Kohlrausch, niemiecki fizyk, wykładowca akademicki (ur. 1840)
  - Konstanty Moes-Oskragiełło, polski uzdrowiciel (ur. 1850)
  - Joaquim Nabuco de Araujo, brazylijski historyk, polityk, przywódca ruchu abolicjonistycznego (ur. 1849)
- 1911 – Francis Galton, brytyjski podróżnik, przyrodnik, eugenik, wynalazca, meteorolog, pisarz, lekarz (ur. 1822)
- 1912 – Joaquín Albarrán, francuski urolog pochodzenia kubańskiego (ur. 1860)
- 1914:
  - John Fox, amerykański polityk (ur. 1835)
  - Ludwik Maria Staff, polski prozaik, poeta (ur. 1890)
- 1915 – Leonard Demel von Elswehr, niemiecki prawnik, polityk, burmistrz Cieszyna (ur. 1856)
- 1916:
  - Marie Bracquemond, francuska malarka (ur. 1840)
  - Adolf Pepłowski, polski adwokat, uczestnik powstania styczniowego (ur. 1843)
- 1917 – Stanisław Krzyżanowski, polski historyk, wykładowca akademicki (ur. 1865)
- 1920:
  - Józef Maria Ludwik Sułkowski, książę bielski (ur. 1848)
  - Gerard Pająkowski, polski plutonowy (ur. 1894)
- 1924:
  - Zygmunt Kędzierski, polski inżynier kolejowy, architekt (ur. 1839)
  - Maksymilian Trachtenberg, polski adwokat, polityk pochodzenia żydowskiego (ur. 1844)
- 1927 – January Sánchez Delgadillo, meksykański duchowny katolicki, męczennik, święty (ur. 1886)
- 1929:
  - William Leonard Hunt, amerykański cyrkowiec, akrobata, przedsiębiorca, pisarz, wynalazca pochodzenia kanadyjskiego (ur. 1838)
  - Kazimierz Wasilewski, polski kupiec, szachista, działacz szachowy (ur. 1849)
- 1933:
  - Ruurd Leegstra, holenderski wioślarz (ur. 1877)
  - Ormond Stone, amerykański astronom, matematyk, wykładowca akademicki (ur. 1847)
  - Louis Comfort Tiffany, amerykański artysta, twórca dzieł ze szkła i wyrobów jubilerskich (ur. 1848)
- 1935 – Antoni Malecki, polski duchowny katolicki, biskup pomocniczy mohylewski i administrator apostolski Leningradu (ur. 1861)
- 1937 – Ryszard Bolesławski, amerykański reżyser filmowy i teatralny pochodzenia polskiego (ur. 1889)
- 1938:
  - Roy Eccles, brytyjski kierowca wyścigowy (ur. 1900)
  - Andrzej Kędzior, polski polityk (ur. 1851)
  - William Henry Pickering, amerykański astronom (ur. 1858)
- 1940:
  - Henryk Barciński, polski przemysłowiec, działacz gospodarczy, społeczny i oświatowy (ur. 1876)
  - Maksymilian Słuszkiewicz, polski urzędnik, samorządowiec, burmistrz Sanoka (ur. 1884)
- 1941 – Stanisława Wysocka, polska aktorka, reżyserka, dyrektorka teatrów (ur. 1877)
- 1942:
  - Andriej Letkow, radziecki polityk (ur. 1903)
  - Walter von Reichenau, niemiecki feldmarszałek (ur. 1884)
  - Wawrzyniec Sikora, polski rolnik, dziennikarz, felietonista (ur. 1874)
  - Aleksandr Zograf, rosyjski historyk, numizmatyk, wykładowca akademicki pochodzenia niemieckiego (ur. 1889)
- 1943:
  - Michaił Baranow, radziecki pilot wojskowy, as myśliwski (ur. 1921)
  - Ładysław Buczyński, polski działacz socjalistyczny i komunistyczny, publicysta, dowódca oddziału partyzanckiego Gwardii Ludowej (ur. 1919)
  - Bronisław Krzyżanowski, polski prawnik, polityk, senator RP (ur. 1876)
- 1944:
  - Piotr Boginia, radziecki polityk (ur. 1890)
  - Gwidon Bursa, polski major piechoty (ur. 1897)
  - Eugène Deloncle, francuski działacz faszystowski, kolaborant (ur. 1890)
- 1945:
  - Jagafar Achmietszyn, radziecki porucznik (ur. 1924)
  - Dmitrij Karaban, radziecki kapitan (ur. 1912)
  - Edward Okuń, polski malarz, ilustrator (ur. 1872)
  - Teresio Olivelli, włoski prawnik, działacz katolicki, męczennik, błogosławiony (ur. 1916)
  - Jan Stasiak, polski starszy sierżant piechoty (ur. 1905)
  - Jewgienij Wołkow, radziecki starszy porucznik (ur. 1920)
- 1946 – Wanda Komorowska, polka graficzka, malarka (ur. 1873)
- 1947:
  - Józef Adamek, polski związkowiec, polityk, poseł na Sejm RP i Sejm Śląski (ur. 1875)
  - Sułtan Girej-Kłycz, rosyjski generał major, emigrant, kolaborant pochodzenia czerkieskiego (ur. 1880)
  - Siemion Krasnow, rosyjski pułkownik, emigrant, kolaborant (ur. 1893)
  - Jean-Marie-Rodrigue Villeneuve, kanadyjski duchowny katolicki, arcybiskup Quebecu, kardynał (ur. 1883)
  - Andriej Szkuro, rosyjski generał porucznik, emigrant, kolaborant (ur. 1887)
- 1948 – Ludwik Silberstein, polsko-amerykański fizyk teoretyczny, wykładowca akademicki pochodzenia żydowskiego (ur. 1882)
- 1949:
  - Tadeusz Pleśniak, polski oficer AK, działacz podziemia antykomunistycznego (ur. 1912)
  - Charles Ponzi, włoski oszust finansowy (ur. 1882)
  - Alexander Souter, szkocki biblista, patrolog (ur. 1873)
- 1951 – Franziskus Hennemann, niemiecki duchowny katolicki, biskup misyjny, pallotyn (ur. 1882)
- 1952 – Émile Speller, luksemburski pułkownik (ur. 1875)
- 1953:
  - Haki Stërmilli, albański pisarz, działacz narodowy (ur. 1895)
  - Santiago Ricardo Vilanova Meléndez, salwadorski duchowny katolicki, biskup pomocniczy San Salvadoru i biskup Santa Ana (ur. 1862)
- 1954:
  - Witold Chodźko, polski psychiatra, polityk (ur. 1875)
  - Andrij Liwycki, ukraiński polityk, premier Ukraińskiej Republiki Ludowej i prezydent na emigracji (ur. 1879)
- 1955 – Stefan Michałek, polski adwokat, działacz społeczno-polityczny, prezydent Torunia (ur. 1888)
- 1957 – Iwan Połtawec-Ostrianica, ukraiński pułkownik, ataman Wolnego Kozactwa, emigracyjny publicysta i działacz polityczny, przywódca Ukraińskiego Wolnego Kozactwa (ur. 1890)
- 1958:
  - Eric Crockford, brytyjski hokeista na trawie (ur. 1888)
  - Erich Laeisz, niemiecki żeglarz, olimpijczyk (ur. 1888)
- 1959 – Stanisław Stahlberger, polski major piechoty (ur. 1891)
- 1961 – Patrice Lumumba, kongijski polityk, premier Demokratycznej Republiki Konga (ur. 1925)
- 1963 – Kazimierz Ziembiński, polski major pilot (ur. 1887)
- 1965 – Pierre-Marie Gerlier, francuski duchowny katolicki, arcybiskup Lyonu, kardynał (ur. 1880)
- 1967:
  - Evelyn Nesbit, amerykańska aktorka (ur. 1884)
  - Michał Sokolnicki, polski historyk, polityk, dyplomata (ur. 1880)
- 1968 – Jennie Fletcher, brytyjska pływaczka (ur. 1890)
- 1969 – Grażyna Bacewicz, polska kompozytorka, skrzypaczka (ur. 1909)
- 1970:
  - Robert Lindley Murray, amerykański tenisista (ur. 1892)
  - Karel Ooms, holenderski piłkarz (ur. 1917)
- 1971 – Eugeniusz Roland, polski podpułkownik pilot, as myśliwski (ur. 1890)
- 1972 – Rochelle Hudson, amerykańska aktorka (ur. 1916)
- 1973:
  - Franciszek Bielak, polski historyk literatury (ur. 1892)
  - Alfred J. Elliott, amerykański polityk (ur. 1895)
  - Andrzej Kuchta, polski kapral (ur. 1899)
- 1974:
  - Bogdan Roman Nawroczyński, pedagog i historyk pedagogiki, współtwórca polskiej pedagogiki naukowej (ur. 1892)
  - Park Yeol, koreański działacz anarchistyczny i niepodległościowy (ur. 1902)
  - Willy Thöne, niemiecki pilot wojskowy, as myśliwski (ur. 1893)
- 1975 – Tadeusz Seweryn, polski etnograf, malarz, grafik, muzeolog, badacz sztuki ludowej (ur. 1894)
- 1976:
  - Jan Dąb-Kocioł, polski ekonomista, polityk, minister rolnictwa (ur. 1898)
  - Andriej Fajt, rosyjski aktor (ur. 1903)
  - Adam Pawlikowski, polski dziennikarz, krytyk filmowy, aktor, muzykolog (ur. 1925)
- 1978 – Juliusz Bieniek, polski duchowny katolicki, biskup pomocniczy katowicki (ur. 1895)
- 1980:
  - Barbara Britton, amerykańska aktorka (ur. 1919)
  - Aleksandr Niesmiejanow, rosyjski chemik, wykładowca uniwersytecki (ur. 1899)
  - Nelson López, argentyński piłkarz (ur. 1941)
  - Agustín Yáñez, meksykański pisarz, polityk (ur. 1904)
- 1981:
  - Eugeniusz Błasiak, polski chemik technolog, wykładowca akademicki (ur. 1901)
  - Mieczysław Tarchalski, polski major, leśnik (ur. 1903)
- 1982:
  - Herbert Richardson, kanadyjski wioślarz (ur. 1903)
  - Warłam Szałamow, rosyjski prozaik, poeta, więzień łagrów (ur. 1907)
  - Pawieł Szmakow, rosyjski radioelektryk, elektronik (ur. 1885)
- 1984:
  - Birger Åsander, szwedzki aktor (ur. 1909)
  - Ignacy Posadzy, polski duchowny katolicki (ur. 1898)
- 1985:
  - Ludwik Bazylow, polski historyk, wykładowca akademicki (ur. 1915)
  - Stefan Brzoza, polski pieśniarz uliczny, działacz opozycji antykomunistycznej (ur. 1950)
  - Zygmunt Milewicz, polski major (ur. 1906)
  - Stefan Piotrowski, polski astronom, wykładowca akademicki (ur. 1910)
- 1987:
  - Aram Avakian(inne języki), amerykański reżyser i montażysta filmowy pochodzenia ormiańskiego (ur. 1926)
  - Mario Checcacci, włoski wioślarz (ur. 1910)
  - Irena Chmielewska, polska biochemik, wykładowczyni akademicka (ur. 1905)
  - Hugo Fregonese(inne języki), argentyński reżyser filmowy (ur. 1908)
  - Jan Piechota, polski duchowny katolicki, historyk, etnograf, folklorysta, literat (ur. 1909)
- 1988 – Artur Cendrowski, polski dziennikarz sportowy (ur. 1925)
- 1990:
  - Charles Hernu, francuski polityk, minister obrony (ur. 1923)
  - James Yen, chiński nauczyciel, reformator i działacz na rzecz rozwoju wsi (ur. 1890)
- 1991:
  - Konrad Kozłowski, polski inżynier elektryk, ekonomista, działacz partyjny i państwowy (ur. 1918)
  - Giacomo Manzù, włoski rzeźbiarz (ur. 1908)
  - Olaf V, król Norwegii (ur. 1903)
  - Vladimír Skalička, czeski językoznawca, wykładowca akademicki (ur. 1909)
- 1992:
  - Aghwan Babajan, radziecki młodszy porucznik (ur. 1919)
  - Juliusz Krajewski, polski malarz (ur. 1905)
  - Charlie Ventura, amerykański saksofonista jazzowy pochodzenia włoskiego (ur. 1916)
- 1993:
  - Ignacy Bieniek, polski malarz, rzeźbiarz, rysownik, projektant sztuki użytkowej (ur. 1925)
  - Barbara Buczek, polska kompozytorka, pianistka, pedagog (ur. 1940)
  - Albert Hourani, brytyjski historyk, orientalista, wykładowca akademicki pochodzenia libańskiego (ur. 1915)
  - Vilmos Zombori, rumuński piłkarz, bramkarz (ur. 1906)
- 1994:
  - Chung Il-kwon, południowokoreański generał, dyplomata, polityk, premier Korei Południowej (ur. 1917)
  - György Cziffra, węgierski pianista (ur. 1921)
  - Helen Stephens, amerykańska lekkoatletka, sprinterka (ur. 1918)
- 1995:
  - Wilhelm Haferkamp, niemiecki związkowiec, polityk (ur. 1929)
  - Miguel Torga, portugalski poeta, prozaik (ur. 1907)
- 1996:
  - Ladislav Čapek, czeski reżyser filmów animowanych (ur. 1919)
  - Aleksander Fogiel, polski aktor, reżyser teatralny (ur. 1910)
  - Barbara Charline Jordan, amerykańska polityk, obrończyni praw człowieka (ur. 1936)
- 1997 – Clyde Tombaugh, amerykański astronom (ur. 1906)
- 1998:
  - Robert Bartoszyński, polski matematyk, statystyk, wykładowca akademicki (ur. 1933)
  - Zygmunt Czyżewski, polski hokeista, piłkarz, trener piłkarski (ur. 1910)
  - Helvi Hämäläinen, fińska pisarka, poetka (ur. 1907)
  - Luís Trochillo, brazylijski piłkarz, trener (ur. 1930)
- 1999:
  - Romuald Budzyński, polski lekkoatleta, sprinter (ur. 1933)
  - Zbigniew Czeczot, polski prawnik, prokurator, kryminalistyk, wykładowca akademicki (ur. 1925)
- 2000:
  - Carl Forberg, amerykański kierowca wyścigowy (ur. 1922)
  - Ołeksandr Huszczyn, ukraiński piłkarz (ur. 1966)
  - Władimir Mikulicz, radziecki polityk (ur. 1920)
  - Dimitrios Pagoropulos, grecki prawnik, polityk, eurodeputowany (ur. 1931)
  - Ion Rațiu, rumuński przedsiębiorca, działacz emigracyjny, polityk (ur. 1917)
  - Zagorka Shuke, albańska aktorka (ur. 1914)
- 2001:
  - Gregory Corso, amerykański poeta (ur. 1930)
  - Zbigniew Dolatowski, polski grafik, twórca ekslibrisów (ur. 1927)
  - Sergej Kraigher, słoweński i jugosłowiański polityk, prezydent Jugosławii (ur. 1914)
- 2002:
  - Camilo José Cela, hiszpański arystokrata, pisarz, laureat Nagrody Nobla (ur. 1916)
  - Wojciech Skowroński, polski piosenkarz, kompozytor, pianista (ur. 1941)
  - Stanisław Zybała, polski ekonomista, działacz społeczny (ur. 1924)
- 2003:
  - Richard Crenna, amerykański aktor (ur. 1926)
  - Edward Samsel, polski duchowny katolicki, biskup ełcki (ur. 1940)
- 2004:
  - Czesław Niemen, polski kompozytor, wokalista, multiinstrumentalista, autor tekstów piosenek (ur. 1939)
  - Wiesława Różycka, polska geograf, urbanistka, wykładowczyni akademicka (ur. 1915)
  - Noble Willingham, amerykański aktor (ur. 1931)
- 2005:
  - Maria Albuleț, rumuńska szachistka (ur. 1932)
  - José Bezerra da Silva, brazylijski muzyk (ur. 1927)
  - Virginia Mayo, amerykańska aktorka (ur. 1920)
  - Zhao Ziyang, chiński polityk, sekretarz generalny KPCh (ur. 1919)
- 2006:
  - Clarence Ray Allen, amerykański przestępca (ur. 1930)
  - Zygmunt Huszcza, polski generał, polityk, poseł na Sejm PRL (ur. 1917)
  - Napoleón Ortigoza, paragwajski kapitan kawalerii, więzień polityczny (ur. 1932)
- 2007:
  - Art Buchwald, amerykański satyryk (ur. 1925)
  - Jewhen Kusznariow, ukraiński ekonomista, polityk (ur. 1951)
  - Paul Marie Nguyễn Minh Nhật, wietnamski duchowny katolicki, biskup (ur. 1926)
  - Maria Sten, polska reportażystka, tłumaczka (ur. 1917)
- 2008:
  - Bobby Fischer, amerykański szachista pochodzenia żydowskiego (ur. 1943)
  - Julian Jabczyński, polski aktor (ur. 1923)
  - Elżbieta Kawenoki-Minc, polska reumatolog (ur. 1910)
  - Jinzō Toriumi, japoński scenarzysta filmowy (ur. 1929)
- 2009:
  - Tomislav Crnković, chorwacki piłkarz, trener (ur. 1929)
  - Susanna Foster, amerykańska aktorka (ur. 1924)
  - Edhi Handoko, indonezyjski szachista (ur. 1960)
  - Romuald Łoś, polski żużlowiec, trener (ur. 1950)
  - Ołeksandr Moroz, ukraiński szachista (ur. 1961)
  - Jan Tkocz, polski żużlowiec (ur. 1940)
  - Krystyna Zbijewska, polska dziennikarka, publicystka kulturalna (ur. 1920)
- 2010:
  - Maki Asakawa, japońska piosenkarka (ur. 1942)
  - Jyoti Basu, indyjski polityk (ur. 1914)
  - Michalis Papakonstandinu, grecki polityk (ur. 1919)
  - Erich Segal, amerykański pisarz (ur. 1937)
- 2011:
  - Jürgen Barth, niemiecki kolarz torowy (ur. 1943)
  - Jean Dutourd, francuski pisarz (ur. 1920)
  - Lech Izbicki, polski ortopeda (ur. 1927)
- 2012 – Phil Bosmans, belgijski duchowny katolicki, pisarz (ur. 1922)
- 2013:
  - Jakob Arjouni, niemiecki pisarz (ur. 1964)
  - Sophiya Haque, brytyjska aktorka (ur. 1971)
  - Jadwiga Kaczyńska, polska filolog, matka Lecha i Jarosława (ur. 1926)
  - Marian Klaus, polski muzyk, kompozytor, nauczyciel, stroiciel fortepianów i akordeonów (ur. 1926)
- 2014 – Suchitra Sen, indyjska aktorka (ur. 1931)
- 2015:
  - Norbert Dedeckere, belgijski kolarz przełajowy i szosowy (ur. 1948)
  - Fatin Hamama, egipska aktorka (ur. 1931)
  - Kazumasa Hirai, japoński pisarz, scenarzysta, mangaka (ur. 1938)
  - Olga Jakowlewa, rosyjska piosenkarka (ur. 1970)
  - Roderick McDonald, amerykański koszykarz (ur. 1945)
  - Greg Plitt, amerykański instruktor fitness, model, aktor (ur. 1977)
- 2016:
  - Roman Jagiel-Jagiełło, polsko-izraelski dowódca wojskowy (ur. 1921)
  - Jules Le Lievre, nowozelandzki rugbysta, trener, działacz sportowy (ur. 1933)
  - Ion Panțuru, rumuński bobsleista (ur. 1934)
  - Francis Schulte, amerykański duchowny katolicki, arcybiskup metropolita Nowego Orleanu (ur. 1926)
- 2017:
  - Jan Boć, polski prawnik (ur. 1939)
  - Marian Janusz Kawałko, polski poeta, tłumacz, krytyk literacki, publicysta (ur. 1947)
  - Wiktor Węgrzyn, polski księgarz, działacz społeczny, twórca, komandor i prezes zarządu Motocyklowych Rajdów Katyńskich (ur. 1939)
- 2018:
  - Jessica Falkholt, australijska aktorka (ur. 1988)
  - Jerzy Gros, polski lekkoatleta, długodystansowiec (ur. 1945)
  - Roman Mądrochowski, polski piłkarz (ur. 1959)
  - Simon Shelton, brytyjski aktor (ur. 1966)
  - Zdzisław Smektała, polski pisarz, dziennikarz, aktor (ur. 1951)
- 2019:
  - Vicente Álvarez Areces, hiszpański polityk, prezydent Asturii (ur. 1943)
  - Babiker Awadalla, sudański polityk, premier Sudanu (ur. 1917)
  - Windsor Davies, brytyjski aktor (ur. 1930)
  - Mary Oliver, amerykańska pisarka, poetka (ur. 1935)
  - Gil Carlos Rodríguez Iglesias, hiszpański prawnik, sędzia i przewodniczący Trybunału Sprawiedliwości Unii Europejskiej (ur. 1946)
  - Sam Savage, amerykański pisarz (ur. 1940)
- 2020:
  - Pietro Anastasi, włoski piłkarz (ur. 1948)
  - Jacques Desallangre, francuski dziennikarz sportowy, polityk (ur. 1935)
  - Thérèse Dion, kanadyjska kucharka, prezenterka telewizyjna (ur. 1927)
  - Fernando Gil, urugwajski duchowny katolicki, biskup Salto (ur. 1953)
  - Lech Raczak, polski dramatopisarz, teatrolog, reżyser teatralny (ur. 1946)
  - Stanisław Stefanek, polski duchowny katolicki, biskup łomżyński (ur. 1936)
  - Janusz Tofil, polski architekt i twórca sakralny (ur. 1928)
- 2021:
  - Abel Gabuza, południowoafrykański duchowny katolicki, biskup Kimberley, arcybiskup koadiutor Durbanu (ur. 1955)
  - Roman Gulczyński, polski siatkarz (ur. 1983)
  - Romuald Koliński, polski kapitan żeglugi wielkiej, samorządowiec, polityk, prezydent Sieradza (ur. 1947)
  - Roger Machin, francuski sędzia piłkarski (ur. 1926)
  - Vincent Rizzotto, amerykański duchowny katolicki, biskup pomocniczy Galveston-Houston (ur. 1931)
  - Philip Wilson, australijski duchowny katolicki, arcybiskup Adelajdy (ur. 1950)
- 2022:
  - Rolf Bock, niemiecki trener piłkarski (ur. 1937)
  - Yvette Mimieux, amerykańska aktorka (ur. 1942)
  - Thelma Sutcliffe, amerykańska superstulatka (ur. 1906)
- 2023:
  - John Bura, amerykański duchowny katolicki obrządku bizantyjsko-ukraińskiego, biskup pomocniczy Filadelfii (ur. 1944)
  - Andrzej Dudziński, polski rysownik, grafik, malarz, karykaturzysta, fotografik (ur. 1945)
  - Chris Ford, amerykański koszykarz (ur. 1949)
  - Lucile Randon, francuska zakonnica, superstulatka, najstarsza osoba na świecie (ur. 1904)
- 2024:
  - Shawnacy Barber, kanadyjski lekkoatleta, tyczkarz (ur. 1994)
  - Barbara Barska-Stockinger, polska piosenkarka (ur. 1926)
  - Al Cantello, amerykański lekkoatleta, oszczepnik (ur. 1931)
  - Knut Hjeltnes, norweski lekkoatleta, dyskobol (ur. 1951)
  - Jan Kordylewski, polski organista, dyrygent (ur. 1949)
  - Tony Lloyd, brytyjski polityk, burmistrz Wielkiego Manchesteru (ur. 1950)
  - Dejan Milojević, serbski koszykarz, trener (ur. 1977)
  - Bennie Muller, holenderski piłkarz (ur. 1938)
  - Wiesław Wenz, polski duchowny katolicki, profesor nauk teologicznych, kanonista (ur. 1957)
- 2025:
  - Didier Guillaume, francuski samorządowiec, polityk, minister rolnictwa, minister stanu Monako (ur. 1959)
  - Jerzy Jaśkowski, polski chirurg, wykładowca akademicki, publicysta (ur. 1948)
  - Janusz Krzysztof Kozłowski, polski archeolog (ur. 1936)
  - Denis Law, szkocki piłkarz (ur. 1940)
  - Punsalmaagijn Oczirbat, mongolski polityk, prezydent Mongolii (ur. 1942)
  - Martin Pollack, austriacki pisarz, tłumacz (ur. 1944)
  - Barbara Szacka, polska socjolog (ur. 1930)
  - Wacław Szacoń, polski wojskowy, porucznik WP, żołnierz AK, uczestnik podziemia antykomunistycznego w Polsce (ur. 1926)